# Alpina concava
Alpina concava är en fjärilsart som beskrevs av Eugen Wehrli 1921. Alpina concava ingår i släktet Alpina och familjen mätare. Inga underarter finns listade i Catalogue of Life.